# Emmerich David
Emmerich David (* 7. Mai 1882 in Gillenfeld; † 4. Februar 1953 in Köln) war von 1931 bis 1952 Generalvikar zweier Kölner Erzbischöfe.

## Leben
Am 17. Juni 1905 in Köln zum Priester geweiht, wurde er anschließend Repetent am Collegium Marianum in Neuss. Ab 1908 Kaplan der Kirche Santa Maria dell’Anima in Rom lebte er im gleichnamigen Priesterkolleg. Zeitgleich promovierte er an der Dominikanerhochschule Angelikum. Seit 1910 Rektor der deutschen Gemeinde in Genua, war er ab 1912 wieder in Deutschland als Repetent am Collegium Albertinum in Bonn tätig. Er begleitete Adolf Rücker und Andreas Evarist Mader, beide Orientalisten vom Görres-Institut (Jerusalem), auf Orientreisen.
Zu Beginn des Ersten Weltkriegs wurde er Feldgeistlicher der kaiserlichen Truppen, die gemeinsam mit den türkischen Osmanen kämpften. Ab 1916 war er auch Pfarrer für die deutschsprachigen Arbeiter der Bagdadbahn mit Pfarramt in Angora, dem heutigen Ankara. Dabei hatte er den geheimen Auftrag des Vatikans, den noch nicht verschleppten katholischen Armeniern beizustehen, da Papst Benedikt XV. von der gezielten Vernichtung des armenischen Volkes ausging. Die Seelsorge für die katholischen Armenier wurde ihm jedoch vom Polizeidirektor weitgehend untersagt und Gottesdienste, ab Pfingsten 1916 in der Öffentlichkeit verboten, in seiner Wohnung gestört. Als Feldgeistlicher war er der Direktor des Soldatenheims von Eskişehir, das er 1918 im Rahmen des Rückzugs der deutschen Truppen zugunsten eines armenischen Waisenhauses in Angora verkaufte.
1919 aus der Türkei ausgewiesen, wurde er 1920 Rektor am Campo Santo Teutonico in Rom und vom Kölner Domkapitel zum Mittelsmann in den Verhandlungen bezüglich der Neubesetzung des Erzbischöflichen Stuhles in Köln erwählt. Außerdem musste er eine neue finanzielle Grundlage für den Campo Santo Teutonico schaffen. Karl Joseph Kardinal Schulte holte ihn 1930 als Domkapitular nach Köln und ernannte ihn am 23. März 1931 zu seinem Generalvikar. Nach Schultes Tod wählte ihn das Domkapitel zum Kapitularvikar. Schultes Nachfolger Joseph Kardinal Frings bestätigte ihn im Amt des Generalvikars. Am 4. März 1952 emeritierte er aus Krankheitsgründen aus diesem Amt.
Seit 1902 war er Mitglied der katholischen Studentenverbindung KDStV Ripuaria Freiburg im Breisgau im CV.

## Ehrungen
- 1952: Großes Verdienstkreuz der Bundesrepublik Deutschland